# Jacob ibn Habib
 (décembre 2022).
La mise en forme du texte ne suit pas les recommandations de Wikipédia : il faut le « wikifier ».
Les points d'amélioration suivants sont les cas les plus fréquents :
- Les titres sont pré-formatés par le logiciel. Ils ne sont ni en capitales, ni en gras.
- Le texte ne doit pas être écrit en capitales (les noms de famille non plus), ni en gras, ni en italique, ni en « petit »…
- Le gras n'est utilisé que pour surligner le titre de l'article dans l'introduction, une seule fois.
- L'italique est rarement utilisé : mots en langue étrangère, titres d'œuvres, noms de bateaux, etc.
- Les citations ne sont pas en italique mais en corps de texte normal. Elles sont entourées par des guillemets français : « et ».
- Les listes à puces sont à éviter, des paragraphes rédigés étant largement préférés. Les tableaux sont à réserver à la présentation de données structurées (résultats, etc.).
- Les appels de note de bas de page (petits chiffres en exposant, introduits par l'outil «  Source ») sont à placer entre la fin de phrase et le point final[comme ça].
- Les liens internes (vers d'autres articles de Wikipédia) sont à choisir avec parcimonie. Créez des liens vers des articles approfondissant le sujet. Les termes génériques sans rapport avec le sujet sont à éviter, ainsi que les répétitions de liens vers un même terme.
- Les liens externes sont à placer uniquement dans une section « Liens externes », à la fin de l'article. Ces liens sont à choisir avec parcimonie suivant les règles définies. Si un lien sert de source à l'article, son insertion dans le texte est à faire par les notes de bas de page.
- La présentation des références doit suivre les conventions bibliographiques. Il est recommandé d'utiliser les modèles {{Ouvrage}}, {{Chapitre}}, {{Article}}, {{Lien web}} et/ou {{Bibliographie}}. Le mode d'édition visuel peut mettre en forme automatiquement les références.
- Insérer une infobox (cadre d'informations à droite) n'est pas obligatoire pour parachever la mise en page.

Pour une aide détaillée, merci de consulter Aide:Wikification.
Si vous pensez que ces points ont été résolus, vous pouvez retirer ce bandeau et améliorer la mise en forme d'un autre article.
 (décembre 2022).
Jacob ben Solomon ibn Habib (en hébreu :  יעקב בן שלמה אבן חביב) (translittération alternative : Yaakov ben Shlomo ibn Habib) (c. 1460 - 1516) est un rabbin et talmudiste, mieux connu comme l'auteur de Ein Yaakov, une compilation de tous les passages aggadiques dans le Talmud avec des commentaires.

## Biographie
Rabbi Ibn Habib est né à Zamora, en Espagne. Dans sa jeunesse, il étudia le Talmud auprès du rabbin Samuel Valensi. En 1492, lorsque les Juifs furent expulsés d'Espagne, il s'établit à Salonique, où il écrivit son Ein Yaakov dans la maison de Don Judah Benveniste , petit-fils de Don Abraham Benveniste, qui mit à sa disposition sa riche bibliothèque. Ibn Ḥabib s'est également servi de la bibliothèque de Don Shemuel Benveniste, le frère de Juda, qui contenait, entre autres grands ouvrages, une grande collection de romans sur le Talmud par de nombreux commentateurs distingués. À l'aide des ouvrages de ces deux bibliothèques, Ibn Ḥabib a rassemblé tous les passages aggadiques du Talmud babylonien, et beaucoup du Talmud de Jérusalem.
La publication de cet ouvrage commença en 1516 dans l'imprimerie de Judah Gedaliah, l'auteur lui-même lisant attentivement les épreuves ; mais il mourut à Salonique au moment même où les deux premières commandes (Zeraim et Moed) sortaient de la presse. Son fils, R. Levi, acheva les travaux de son père, mais l'ouvrage parut au public sans les notes de l'auteur aux quatre dernières commandes (sedarim), et sans l'index, que l'auteur avait initialement prévu de couvrir l'ensemble. travailler. Les aggadot du Talmud de Jérusalem font également défaut.

## Œuvres
L'Ein Yaakov est le seul ouvrage d'Ibn Ḥabib. L'objectif de l'auteur était de familiariser le public avec l'esprit éthique de la littérature talmudique et de propager une vision plus rationaliste de l' Aggada talmudique . En même temps, ses notes visaient à réfuter les accusations portées contre le Talmud par les nombreux convertis espagnols. Le livre, qui s'adressait ainsi à la masse des ignorants, devint très populaire.
Ein Yaakov était souvent édité et annoté, et servait de manuel d'instruction religieuse. Il existe plus de trente éditions connues; l'édition de 1906 (Vilna, 1883 ; Elijah Schik) contient vingt commentaires, dont un qui consiste en des sélections de plus d'une centaine d'œuvres homilétiques. Parmi les ajouts, le plus important est celui de Leone di Modena, sous le titre Ha-Boneh, qui est apparu dans toutes les éditions depuis 1684. Dans certaines éditions, le titre de l'ensemble de l'ouvrage est Ein Yisrael.